# Utidava (molie)
Utidava este un gen de molii din familia Lymantriinae.